# Daniel Vosmaer

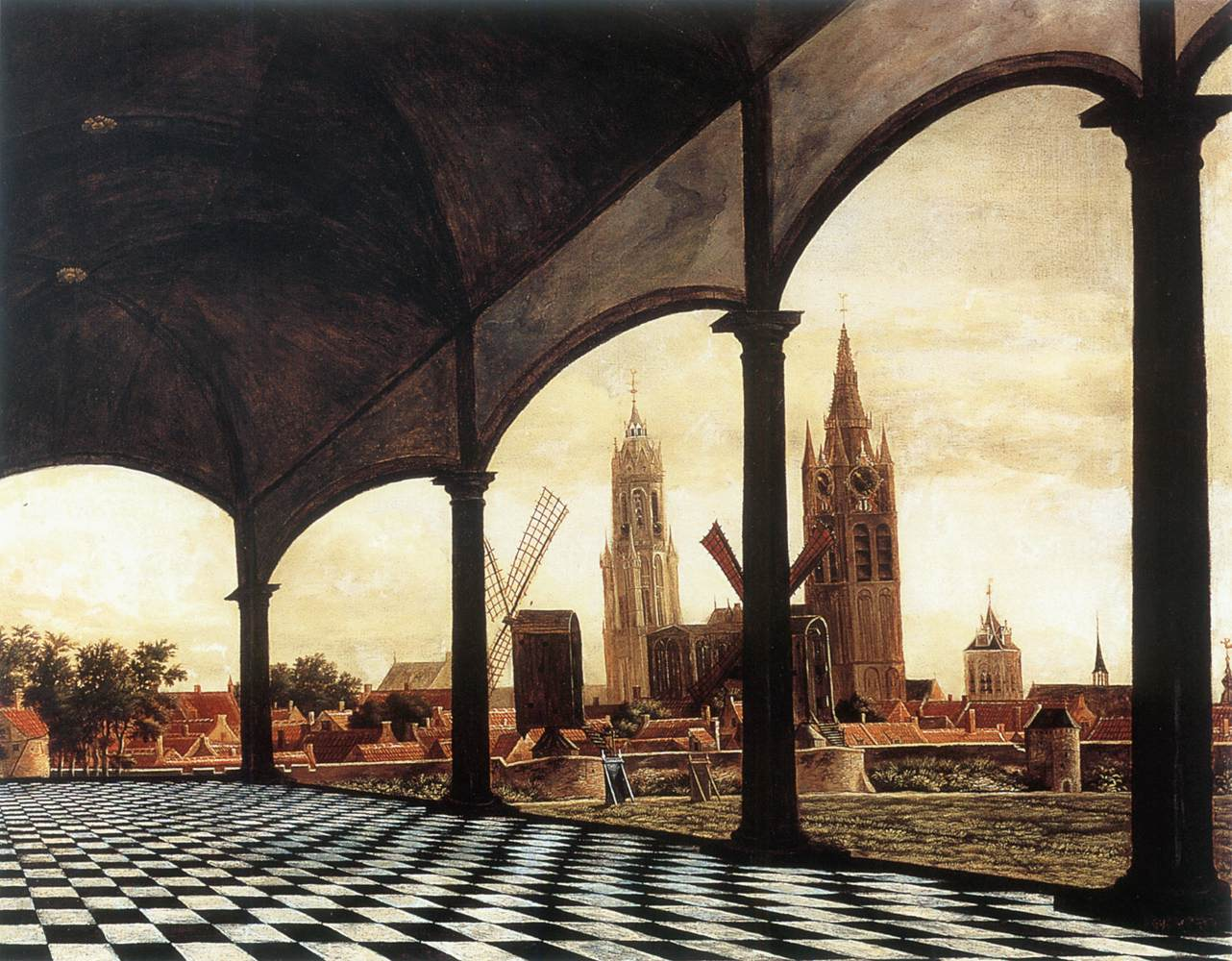
Ansicht von Delft durch eine imaginäre Loggia, 1663

Daniel Vosmaer (getauft 13. Oktober 1622 in Delft; † 1669 oder 1670 in Brielle) war ein niederländischer Maler. Einem größeren Publikum wurde er durch seine Zusammenarbeit mit Carel Fabritius bekannt.

## Leben
Daniel Vosmaer wurde 1622 als Sohn des Goldschmiedes Arent Woutersz Vosmaer in Delft geboren. Am 14. Oktober 1650 registrierte er sich als Maler bei der St.Lukas-Gilde.
Einer seiner Brüder war Nicolaes Vosmaer, ein weiterer Maler. Jacob Woutersz Vosmaer, der durch seine Blumenbilder bekannt wurde, war sein Onkel und Lehrer.